# Con chó săn của dòng họ Baskerville (phim 1981)
Con chó săn của dòng họ Baskervilles (tiếng Nga: Собака Баскервилей) là phần ba trong loạt phim truyền hình Liên Xô về đời hành hiệp của hai nhân vật thám tử Sherlock Holmes và bác sĩ Watson, xuất phẩm ngày 25 tháng 7 năm 1981 tại Moskva.

## Lịch sử
Phim được chuyển thể từ tiểu thuyết cùng tên của tác giả Arthur Conan Doyle.

## Nội dung
Trong mấy lần lui tới 221B phố Baker, dược sĩ Mortimer khẩn khoản xin Sherlock Holmes giúp mình điều tra căn nguyên cái chết của ngài Charles Baskerville vì anh ta ngờ liên đới lời nguyền bao đời trong gia tộc Baskerville. Đúng lúc ấy, Mortimer đưa người thừa kế Henry Baskerville đến, kèm một mẩu tin nhắn cảnh báo chết người. Cuộc điều tra gây kết quả không rõ ràng buộc Holmes phải đề nghị bác sĩ Watson theo hai người này về lâu đài Baskerville.
Hằng đêm, tiếng tru bí ẩn của con chó truyền thuyết khiến cả Watson và ngài Henry rất ngờ sợ. Họ quyết định liều mạng đi điều tra, nhưng việc chưa tới đâu thì Henry vướng tơ tình với cô Beryl - em cựu giáo học Jack Stapleton.
Sau cuộc đuổi bắt bất thành tên tội nhân trốn ngục Selden trong đầm Grimpen, ngài Henry chìm trong men rượu để quên đi lời nguyền tai ách. Trong lúc đó, Watson theo dấu tín thư tìm ra lão Frankland cùng con gái Laura Lyons - những người có hành tung liên quan đến cái chết ngài Charles Baskerville.
Bấy giờ, Sherlock Holmes mới chịu lộ diện. Ông cùng Watson và thanh tra Lestrade lập kế hoạch buộc thủ phạm phải xuất đầu.

## Kĩ thuật
Phim do cơ quan Goskino đặt hàng đặc biệt với hãng Lenfilm, dự định làm một cặp phát trên truyền hình nhằm thăm dò thị hiếu khán giả đương thời. Do nhận được sự hưởng ứng tích cực của đông đảo bạn xem đài, đạo diễn Igor Maslennikov quyết định triển khai thêm các phần mới.

### Sản xuất
- Thiết kế: Berta Manevich
- Âm nhạc: Vladimir Dashkevich
- Nhạc trưởng: A. Dmitryev

### Diễn xuất
- Vasily Livanov... Sherlock Holmes
- Vitaly Solomin... Bác sĩ Watson
- Rina Zelyonaya... Bà Hudson
- Borislav Brondukov... Thanh tra Lestrade
- Oleg Yankovsky... Jack Stapleton
- Irina Kupchenko... Beryl Stapleton
- Alla Demidova... Laura Lyons
- Sergey Martinson... Lão Frankland
- Aleksandr Adabashyan... Lão Barrymore
- Svetlana Kryuchkova... Vợ Barrymore
- Paul Leomar... Selden